# زیرتخته

زیرتختهٔ قایق (به رنگ قرمز)

زیرتخته (انگلیسی: Centreboard)، که به آن مازهٔ متحرک نیز می‌گویند، نوعی مازه (ته‌تیر) قابل جمع شدن است که در وسط قایق نصب می‌شود. این وسیله برای افزایش مقاومت جانبی و جلوگیری از لغزش جانبی قایق به کار می‌رود.
زیرتخته، که در قایق‌های مسابقه‌ای مدرن اغلب به عنوان وسیله بالابر شناخته می‌شود، نیروی بالابری ایجاد می‌کند تا نیروی جانبی بادبان‌ها را خنثی کند. این وسیله به قایق‌های بادبانی اجازه می‌دهد در جهت‌های غیر از پایین‌باد حرکت کنند، زیرا نیروی بادبان‌ها معمولاً حداقل ۴۵ درجه با جهت باد ظاهری زاویه دارد.
در قایق‌هایی که تقارن محوری دارند، نیروی جانبی می‌تواند از هر دو طرف اعمال شود، بنابراین زیرتخته‌ها باید دارای طراحی متقارن باشند تا در هر دو جهت با کارایی یکسان عمل کنند. با افزایش زاویه کج شدن قایق، شکل بدنه آن به تدریج از حالت متقارن خارج می‌شود.

## کاربرد هنگام واژگونی
در صورت واژگونی قایق، زیرتخته و تخته بادپناه می‌تواند به عنوان سکوی بازیابی عمل کند و با ایجاد اهرمی بیشتر، به ملوانان کمک کند قایق را به حالت عادی برگردانند.

## نحوه عملکرد زیرتخته
- نسبت طول به عرض: عملکرد زیرتخته با افزایش نسبت طول به عرض بهبود می‌یابد. زیرتخته‌های بلند و باریک نسبت به زیرتخته‌های کوتاه و پهن، برای ایجاد نیروی بالابری مشابه، کشش کمتری تولید می‌کنند. این ویژگی باعث افزایش سرعت قایق و حرکت بهتر در مقابل باد می‌شود.
- تنظیم مرکز مقاومت جانبی: زیرتختهٔ گردان می‌تواند برای تنظیم مرکز مقاومت جانبی نسبت به تغییرات در تنظیم بادبان‌ها (مانند جمع کردن یا پایین آوردن جیب) استفاده شود.

## طراحی و مزایا
زیرتخته‌های جمع‌شونده پیچیده‌تر از مازه‌های ثابت هستند و معمولاً فضای داخل بدنه قایق را اشغال می‌کنند، که می‌توانست برای سرنشینان استفاده شود.
در برخی طراحی‌ها، زیرتخته در محفظه‌ای در زیر قایق قرار می‌گیرد، که فضای داخلی را آزاد می‌کند اما کشش بیشتری ایجاد می‌کند.
در برخی قایق‌ها، ترکیبی از مازه کم‌عمق و زیرتخته استفاده می‌شود. در این طراحی، مازه کم‌عمق محل قرارگیری زیرتخته را فراهم می‌کند و تنها مقدار کمی به پیش‌نویس قایق اضافه می‌کند. زیرتخته در آب‌های عمیق پایین آورده می‌شود تا نیروی بالابری بیشتری ایجاد کند.

## زیرتخته بالاست‌دار
در قایق‌های بزرگ‌تر، زیرتخته‌ها اغلب وزنه‌دار هستند و به آن‌ها مازه بالابر (Lifting Keel) می‌گویند. این زیرتخته‌ها مانند مازه‌ها در مرکز بدنه نصب می‌شوند اما برخلاف مازه‌ها، قابل جمع شدن هستند.
زیرتخته‌های بالاست‌دار معمولاً هنگام پایین آمدن قفل نمی‌شوند؛ بلکه وزن بالاست آن‌ها را در جای خود نگه می‌دارد. این ویژگی باعث ایمنی بیشتر می‌شود، زیرا اگر قایق به گل بنشیند، زیرتخته به جای شکستن، به داخل محفظه خود جمع می‌شود.
وزن بالای این نوع زیرتخته‌ها نیازمند قرقره برای بالا کشیدن آن‌ها و سازوکاری برای قفل کردن زیرتخته در حالت بالا است.

در قایق‌های بزرگ بادبانی، طراحی مشابهی برای حرکت بهتر در آب‌های کم‌عمق استفاده می‌شود. این نوع زیرتخته‌ها معمولاً مازه بالابر یا مازهٔ گردان (Swing Keel) نامیده می‌شوند. در قایق‌های دریایی، بهتر است این مازه‌ها در هر موقعیتی قفل شوند تا هنگام واژگونی قایق به داخل محفظه خود برنگردند.
هنگام حرکت قایق، زیرتخته مانند فویل بالابری عمل می‌کند و به بهبود کارایی قایق کمک می‌کند.